# Isla Sinclair (Namibia)
La Isla Sinclair (en inglés: Sinclair Island, a veces llamada Roastbeef Island) es una pequeña isla rocosa en el Atlántico Sur. La isla está situada en la bahía de Baker, 2400 pies al sur de la Isla Plumpudding, a 220 de metros del territorio continental de Namibia, en la llamada "Costa de Diamantes".
La Isla Sinclair es una de las islas Penguin (o Islas Pingüino) y que se conoce como una de las Islas del Guano porque se extrajo Guano incluso hasta 1949. Una estación en el lado este de la isla es testigo de ese pasado. La isla es parte de la reserva marina Meob-Chamais, que se encuentra en las proximidades de una explotación minera intensiva.